# المجلس العشاري
المجلس العُشاري أو مجلس القضاة العَشاري (باللاتينية: decemvir) ويعني الرجال العشرة هو مصطلح لاتيني تُعنَى به لجنة مؤلَّفة من عشرة أشخاصٍ من عهد الجمهورية الرومية. كانت تؤلَّف هذه اللجان بكثرةٍ للبت في العديد من المسائل القانونية والإدارية. ويُسمَّى منصب الواحد منهم عِشارة.
في سنة 452 ق.م، اتَّفق البليبس (العامة) والباتريكيان (النبلاء) في رومة على تعيين لجنةٍ من عشرة رجال لتدوين قانونٍ يمكنه وضع قواعد واضحة للإدارة الرومية. أثناء فترة خدمة لجنة الرجال العشرة، كان يتم إرجاء عمل جميع الحكام الروم الآخرين، ولم يكن لقراراتهم وزنٌ حتى انتهاء فترة عمل اللجنة. تأسست أول لجنة رومية من عشرة رجال في سنة 451 ق.م، وكانت مؤلَّفة بكاملها من أفراد ينتمون لطبقة الباتريكيان (النبلاء)، وترأسها رجلان يُدعَيان آبيوس كلوديوس كراسوس وتيتوس جينوسيوس أوغرينوس، حيث كان كلاهما قد عُيِّنا قنصلين في تلك السنة. أثناء عمل لجنة الرجال العشرة، كانوا يتناوبون على رئاسة الحكومة، حيث يتولَّى واحدٌ منهم المهمة كل يوم، ويقوم على حماية الرجل الذي يترأسها 12 ليكتور في يوم تولّيه الرئاسة، أما عدا عن ذلك، فلم يتم توفير الحماية لأي شخصٍ آخر من أعضاء اللجنة. كان هناك احترام كبير للقرارات التي تخرج بها لجان الرجال العشرة، وكان يتم تسليمها للمجالس التشريعية الرومية لتعميمها.

## اقرأ أيضاً
- دستور الجمهورية الرومية